# Prospect, New South Wales
Prospect este o suburbie în Sydney, Australia.